# Де Торби, Надежда Михайловна

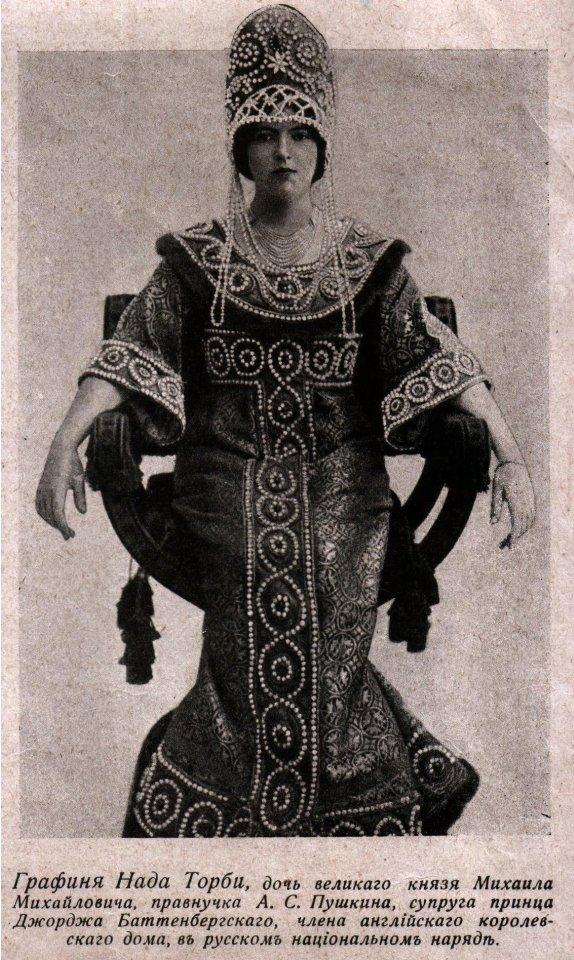
Графиня Нада де Торби в русском костюме (иллюстрация из журнала «Столица и усадьба»)

Надежда Маунтбеттен, маркиза Милфорд-Хейвен (англ. Nadejda Mountbatten, Marchioness of Milford Haven; при рождении графиня Надежда Михайловна де Торби, 28 марта 1896 — 22 января 1963) — вторая дочь великого князя Михаила Михайловича и его морганатической супруги Софии Меренберг. По отцу — правнучка императора Николая I, по матери — правнучка А. С. Пушкина. Впоследствии британская подданная и жена Джорджа Маунтбеттена, 2-го маркиза Милфорд-Хейвен.

## Биография
Графиня Надежда Михайловна (на английский манер её звали Нада) родилась на юге Франции, где проживали её родители, лишённые права на проживание в России за заключение морганатического брака без разрешения императора Александра III. С четырнадцати лет проживала вместе с родителями, старшей сестрой Анастасией и младшим братом Михаилом в Лондоне.
В одной из газет 1913 года сообщалось, что графиня Нада де Торби «высокого роста, брюнетка» и что она отличается «исключительным красноречием и воспитанием». В 1916 и 1917 годах её фотографии были помещены в журнале «Столица и усадьба» (№ 67 и № 83). Воспитанная в Англии, она говорила по-английски как прирождённая англичанка, играла в теннис, гольф и хоккей так хорошо, что могла победить своего отца. При этом Надежда Михайловна прекрасно говорила и читала по-русски.
После брака с лордом Маунтбеттеном супруги жили вначале в Кенвуде. Затем их домом стало поместье Линден близ Мейденхеда. Часто Надежда Михайловна подолгу находилась за границей.
Графиня Нада принимала участие в воспитании принца Филиппа Греческого, будущего супруга королевы Великобритании Елизаветы II. Он был племянником её мужа, и после свержения монархии в Греции принял английское подданство. У дяди принц Филипп обычно проводил воскресные дни. Сын Нады, Дэвид Майкл Маунтбеттен, был одним из шаферов на свадьбе их королевских высочеств Елизаветы и Филиппа Маунтбеттена (приняв английское подданство, принц Филипп взял фамилию родственников матери). Благодаря браку племянника с будущей королевой, Нада ещё больше приблизилась к английскому двору.
Скончалась графиня Нада 22 января 1963 года в Каннах. В посвящённом ей некрологе отмечалось, что она «…была необыкновенно обворожительна и занимала …выдающееся место в английском обществе эпохи Эдуарда VIII».

## Брак
15 ноября 1916 года графиня Нада стала супругой принца Георга Баттенберга (1892—1938). Он приходился близким родственником династии Романовых. Его мать, принцесса Виктория Гессен-Дармштадтская, была родной сестрой русской императрицы Александры Фёдоровны и внучкой королевы Великобритании Виктории. Отец, принц Людвиг Александр Баттенберг, адмирал британского флота, был сыном Александра Гессенского и племянником русской императрицы Марии Александровны.
В связи с нарастанием недовольства Германией, 1 июля 1917 года титул принца Баттенберг был заменён на титул лорда Маунтбеттен (буквальный перевод на английский язык немецкой фамилии). Затем 20 июня 1917 года король Георг V пожаловал принцу Людвигу (1854—1921) титул маркиза Милфорд-Хейвен, после его смерти перешедший к старшему сыну Георгу, который стал называться Джордж Луис Виктор Генри Серджиус Маунтбеттен, 2-й маркиз Милфорд-Хейвен (с 1921 года). Титул маркизы получила и леди Нада. Но в свете она оставалась известна как Нада де Торби.
Младший брат Джорджа Маунбеттена, Луис Маунтбеттен, граф Бирманский (1900—1979, убит в результате теракта Ирландской республиканской армии), был последним вице-королём Индии и занимал ряд других государственных постов. Сестра Джорджа, Луиза Маунтбеттен, была второй женой короля Швеции Густава VI. Другая сестра — принцесса Алиса Баттенберг (мать герцога Эдинбургского).

## Дети и внуки
- леди Татьяна Элизабет Маунтбеттен (16 декабря 1917 — 15 мая 1988);
- Дэвид Майкл Маунтбеттен, 3-й маркиз Милфорд-Хейвен (12 мая 1919 — 14 сентября 1973) — женат первым браком (1950—1954) на Ромэн Далгрен Пирс (1923—1975), вторым — с 1960 года на Дженет Мерседес Брайс (* 1937)
  - Джордж Айвар Луис Маунтбеттен, 4-й маркиз Милфорд-Хейвен (* 1961) — женат первым браком (1989—1996) на Саре Джорджине Уолкер (* 1961), вторым (с 1997—2018) — на Клэр Хастед Стил (* 1960).
    - Татьяна Элена Маунтбеттен (* 1990);
    - Генри Дэвид Луис Маунтбеттен, граф Медина (* 1991);

  - лорд Айвар Александр Майкл Маунтбеттен (* 1963) — женат первым браком (1994—2011) на Пенелопе Энн Томпсон (* 1966), вторым, однополым браком (2018) — на Джеймсе Койле (* 1958).
    - Элла Луиза Джорджина Маунтбеттен (* 1996);
    - Александра Нада Виктория Маунтбеттен (* 1998);
    - Луиза Ксения Роуз Маунтбеттен (* 2002)